# Precious Sounds
『Precious Sounds』（プレシャス・サウンズ）は、今井麻美の3枚目のオリジナルアルバム。2012年11月28日に5pb.Recordsから発売された。販売元はアニプレックス。

## 概要
前作同様Blu-ray Disc付き数量限定盤、DVD付き初回限定盤、通常盤の3形態で発売され、完全生産限定盤及びDVD付通常版には表題曲のPVとメイキングを収録したBD・DVDが同梱されている。また、完全生産限定版にはオリジナル卓上フォトカレンダーが、通常版にはLiveツアー「Aroma of happiness」音源CDが付いている。

### キャッチコピー
かけがえのない"音"を、あなたに…

## 収録内容
CD
1. Precious Sounds〜風が残していった〜
作詞：今井麻美、作曲・編曲：R・O・N
  - テレビ東京系『アニソンぷらす』2012年11月度オープニングテーマ
2. Limited Love
作詞：祁答院慎＋濱田智之、作曲：濱田智之、編曲：奥山アキラ
  - PSP用ソフト『コープスパーティー -THE ANTHOLOGY- サチコの恋愛遊戯♥Hysteric Birthday 2U』オープニングテーマ
3. The Azure〜碧の記憶〜 -Latin Acoustic ver.-
作詞：橋詰亮子、作曲：沢村竣、編曲：宮下智
4. COLOR SANCTUARY -Bossa Nova ver.-
作詞：今井麻美、作曲：濱田智之、編曲：宮下智
5. Hasta La Vista
作詞：近藤ナツコ、作曲：椎名豪、編曲：幡手康隆
  - テレビ東京系『アニソンぷらす』2012年4月度オープニングテーマ
  - シングルで既に出ているものとはアレンジが若干変更されており、ドラムパートが生音源となっている。
6. struggle
作詞：今井麻美、作曲：aya Sueki、編曲：濱田智之
  - Webラジオ『今井麻美のSinger Song Gamer』エンディングテーマ
7. 僕から君に
作詞：今井麻美、作曲・編曲：濱田貴司
8. 天空の炎〜miragem〜
作詞：森由里子、作曲・編曲：橋本由香利
9. 三日月色
作詞：Kanon Kuwa、作曲；兼平真規子、編曲：真下正樹
10. 遠雷 -Piano Ballad ver.-
作詞：濱田智之、作曲；酒井陽一、編曲：花岡環
11. ガーベラ〜今年の花
作詞：森由里子、作曲：濱田貴司、編曲：酒井陽一
12. クレッシェンド
作詞：酒井陽一、作曲：濱田智之、編曲：牧戸太郎
13. いっしょ。
作詞・作曲：今井麻美、編曲：濱田智之
  - 東日本大震災チャリティーソング

ライブ音源CD（ライブツアー「Aroma of happiness」より）
1. DEPARTURE
2. Kissing a dream
3. フレーム越しの恋
4. 想いの羽根〜Angelic White〜
5. サ・ヨ・ナ・ラ
6. Promised Land
7. 夢のMAHOROBA
8. 雪原のカルマ〜Snow Storm〜
9. 花の咲く場所
10. Aroma of happiness

Blu-ray / DVD
1. Precious Sounds Music Video
2. Hasta La Vista Music Video -short ver.-
3. Limited Love Music Video
4. Precious Sounds〜風が残していった〜 Music Video -Making-
5. PSP専用ソフト「コープスパーティー2U」オープニングムービー